# Carlos Lavado
Carlos Lavado, né le 25 mai 1956 à Caracas, est un ancien pilote de vitesse moto vénézuélien.

## Carrière
Débutant dans le monde des Grands Prix lors de son grand prix national 250 cm3 en 1978, il a couru sur le circuit mondial pendant quinze ans entre 1978 et 1992, disputant ainsi 137 courses, dont la grande majorité en 250 cm3.
Cette carrière est ponctuée de deux titres mondiaux en 250 cm3, en 1983 et 1986, remportant au passage 17 victoires en 250 cm3.

## Palmarès
- Champion du monde 250 cm3 1983, 1986
- 19 victoires (17 en 250 cm3, 2 en 350 cm3)